# Statens folkhälsoinstitut
Statens folkhälsoinstitut var en statlig myndighet som bildades den 1 juli 2001 genom sammanslagning av Folkhälsoinstitutet och Alkoholinspektionen. Den 1 januari 2014 sammanslogs Statens folkhälsoinstitut och Smittskyddsinstitutet till Folkhälsomyndigheten.
Statens folkhälsoinstitut hade tre huvuduppgifter:
- fungera som ett nationellt kunskapscentrum när det gäller folkhälsa
- följa upp och samordna uppföljningen av den nationella folkhälsopolitiken
- bedriva tillsyn inom alkohol-, narkotika- och tobaksområdena

I regeringens instruktion (2007:1214) för Statens folkhälsoinstitut fanns bland annat följande att läsa:
Statens folkhälsoinstitut har till uppgift att främja hälsa och förebygga sjukdomar och skador. Särskild vikt ska fästas vid insatser för de grupper som är utsatta för de största hälsoriskerna. Verksamheten ska stå på vetenskaplig grund. Statens folkhälsoinstitut ska ansvara för sektorsövergripande uppföljning och utvärdering av insatser inom folkhälsoområdet, vara nationellt kunskapscentrum för metoder och strategier på området och ansvara för övergripande tillsyn inom alkohol-, narkotika- och tobaksområdena.
Myndigheten producerade också vart fjärde år en folkhälsopolitisk rapport, där den första kom ut år 2005.

## Statens folkhälsoinstituts författningssamling
Statens folkhälsoinstituts författningssamling (FHIFS) innehöll föreskrifter och allmänna råd samt före detta Alkoholinspektionens författningssamling (AIFS). 

## Generaldirektörer
- 1992–1999: Agneta Dreber
- 1999–2008: Gunnar Ågren
- 2008–2013: Sarah Wamala [a]

## Historia
Folkhälsoinstitutet bildades 1992 med anledning av den utveckling som skett av det förebyggande arbetet för hälsa under 1980-talet. Såväl Världshälsoorganisationen som svenska erfarenheter låg till grund för detta. Fokus låg på kroniska sjukdomar som är beroende av levnadsvillkor och levnadssätt. Arbetet hade kommit att bedrivas utanför hälso- och sjukvården. En föregångare var Aidsdelegationen som startade våren 1985 i syfte att bekämpa spridningen av HIV.
År 2000 presenterade Nationella folkhälsokommittén ett förslag till nationella folkhälsomål och 2001 omorganiserades Folkhälsoinstitutet, sammanlades med Alkoholinspektionen och fick förnyat uppdrag .
Alkoholinspektionen bildades 1995 med uppdrag att bevilja tillstånd för tillverkning och direktimport av alkohol till restauranger. Anledningen var att partihandelsmonopolet för alkohol upphörde när Sverige gick med i Europeiska unionen. 1999 genomförde regeringen en kraftig minskning av Alkoholinspektionens anslag .
Regeringen Reinfeldt lade 2012 fram ett förslag  om att en ny kunskapsmyndighet för folkhälsofrågor skulle bildas den 1 januari 2014. Regeringens förslag var att samtliga verksamheter som Statens folkhälsoinstitut och Smittskyddsinstitutet ansvarade för skulle föras över till den nya myndigheten. Även vissa verksamheter hos Socialstyrelsen inom folkhälsorapportering och miljö- och hälsoskydd skulle enligt förslaget föras dit. Den nya myndigheten föreslogs ha sitt säte både i Östersund och i Stockholmsområdet.
Den sammanslagna myndigheten blev Folkhälsomyndigheten, som inrättades den 1 januari 2014.